# Primera B Nacional de 2010/11
A Primera B Nacional de 2010/11 foi a 25ª edição do torneio, que corresponde ao segundo nível na pirâmide do futebol argentino, e foi realizada entre 7 de agosto de 2010 e 18 de junho de 2011.
Neste torneio foi incorporado o Patronato (campeão do Torneio Argentino A 2009/10), Almirante Brown (campeão da Primera B Metropolitana de 2009/10) e os rebaixados da Primeira Divisão: Rosario Central (depois de 25 anos de permanência na maior divisão), Chacarita Juniors e Atlético Tucumán.

## Formato

### Competição
Disputa-se um torneio de 38 rodadas pelo sistema de todos contra todos em dois turnos, ida e volta.

### Acessos
A equipe que obtém mais pontos é a campeã e assim como a vice-campeã sobe à Primeira Divisão. As equipes que terminam em terceiro e quarto lugar têm o direito de jogar a partida de promoção contra o 18º e 17º da Primeira Divisão respectivamente de acordo com a tabela de promédios.

### Descensos
Ocorre de acordo com uma tabela de promédios determinados pelo quociente dos pontos obtidos e das partidas jogadas nas últimas três temporadas. Se um clube sobe e logo na primeira temporada cai, contabilizam-se os pontos obtidos na campanha anterior.
Os dois últimos da dita tabela caem a sua categoria de origem: se estão diretamente filiados à AFA, caem à Primera B Metropolitana e se estão indiretamente filiados, ao Torneo Argentino A.
Também jogam-se duas promoções com as equipes das categorias inferiores: as equipes que ocupam o 17º e o 18º lugar na tabela de promédios jogarão contra uma equipe da Primera B Metropolitana e outra do Torneo Argentino A. Se essas equipes são uma direta e outra indiretamente filiadas à AFA, farão a promoção contra a equipe de sua respectiva afiliação, independente da colocação na tabela. Caso forem da mesma condição de filiação, o que terminar em 17º colocado jogará com o classificado do Torneo Argentino A e o 18º enfrentará a equipe proveniente da Primera B Metropolitana.

## Participantes
| Equipe                  | Treinador | Treinador           | Cidade                | Estádio                         | Capacidade |
| ----------------------- | --------- | ------------------- | --------------------- | ------------------------------- | ---------- |
| Aldosivi                | Argentina | Salvador Daniele    | Mar del Plata         | José María Minella              | 35.354     |
| Almirante Brown         | Argentina | Blas Armando Giunta | Isidro Casanova       | Fragata Presidente Sarmiento    | 27.700     |
| Atlético de Rafaela     | Argentina | Carlos Trullet      | Rafaela               | Nuevo Monumental                | 16.000     |
| Atlético Tucumán        | Argentina | Adrián Czornomaz    | San Miguel de Tucumán | Monumental José Fierro          | 32.700     |
| Belgrano                | Argentina | Ricardo Zielinski   | Córdoba               | Julio César Villagra            | 22.000     |
| Boca Unidos             | Argentina | Medero-Marini       | Corrientes            | José Antonio Romero (1)         | 15.700     |
| Chacarita Juniors       | Argentina | Héctor Rivoira      | Villa Maipú           | Chacarita Juniors               | 20.844     |
| CAI                     | Argentina | José Rossi          | Comodoro Rivadavia    | Municipal de Comodoro Rivadavia | 8.300      |
| Defensa y Justicia      | Argentina | Ricardo Rodríguez   | Florencio Varela      | Norberto Tomaghello             | 15.000     |
| Deportivo Merlo         | Uruguai   | Felipe De la Riva   | Merlo                 | José Manuel Moreno              | 7.500      |
| Ferro Carril Oeste      | Argentina | José Bianco         | Caballito             | Arquitecto Ricardo Etcheverri   | 24.268     |
| Gimnasia y Esgrima      | Argentina | Francisco Ferraro   | San Salvador de Jujuy | 23 de Agosto                    | 23.000     |
| Independiente Rivadavia | Argentina | Jorge Ghiso         | Mendoza               | Bautista Gargantini             | 24.000     |
| Instituto               | Argentina | Álvarez-Beltrán     | Córdoba               | Juan Domingo Perón              | 32.535     |
| Patronato               | Argentina | Marcelo Fuentes     | Paraná                | Presbítero Bartolomé Grella     | 22.000     |
| Rosario Central         | Argentina | Fernando Lanzidei   | Rosario               | Dr. Lisandro de la Torre        | 41.654     |
| San Martín              | Argentina | Daniel Garnero      | San Juan              | Ingeniero Hilario Sánchez       | 19.000     |
| San Martín              | Argentina | Pedro Monzón        | San Miguel de Tucumán | La Ciudadela                    | 30.500     |
| Tiro Federal            | Argentina | Marcelo Vaquero     | Rosario               | Fortín de Ludueña               | 18.000     |
| Unión                   | Argentina | Frank Kudelka       | Santa Fé              | 15 de Abril                     | 23.200     |

- (1) Propriedade do Club Atlético Huracán Corrientes

## Tabela final
| Pos | Equipe                  | Pts | PJ | V  | E  | D  | GP | GC | SG  |
| --- | ----------------------- | --- | -- | -- | -- | -- | -- | -- | --- |
| 1º  | Atlético de Rafaela     | 77  | 38 | 23 | 8  | 7  | 65 | 26 | 39  |
| 2º  | Unión                   | 69  | 38 | 22 | 3  | 13 | 49 | 38 | 11  |
| 3º  | San Martín (SJ)         | 64  | 38 | 18 | 10 | 10 | 46 | 32 | 14  |
| 4º  | Belgrano                | 59  | 38 | 15 | 14 | 9  | 53 | 37 | 16  |
| 5º  | Gimnasia y Esgrima (J)  | 54  | 38 | 13 | 15 | 10 | 40 | 41 | -1  |
| 6º  | Almirante Brown         | 52  | 38 | 13 | 13 | 12 | 32 | 29 | 3   |
| 7º  | Aldosivi                | 52  | 38 | 14 | 10 | 14 | 45 | 47 | -2  |
| 8º  | Boca Unidos             | 52  | 38 | 13 | 13 | 12 | 43 | 46 | -3  |
| 9º  | Atlético Tucumán        | 51  | 38 | 14 | 9  | 15 | 44 | 41 | 3   |
| 10º | Instituto               | 51  | 38 | 11 | 18 | 9  | 38 | 35 | 3   |
| 11º | Deportivo Merlo         | 51  | 38 | 13 | 12 | 13 | 32 | 37 | -5  |
| 12º | Rosario Central         | 50  | 38 | 14 | 8  | 16 | 44 | 44 | 0   |
| 13° | Patronato               | 50  | 38 | 14 | 8  | 16 | 41 | 43 | -2  |
| 14º | Ferro Carril Oeste      | 47  | 38 | 11 | 14 | 13 | 38 | 47 | -9  |
| 15º | San Martín (T)          | 45  | 38 | 11 | 12 | 15 | 33 | 41 | -8  |
| 16º | Chacarita Juniors       | 44  | 38 | 10 | 14 | 14 | 24 | 36 | -12 |
| 17° | Defensa y Justicia      | 43  | 38 | 10 | 13 | 15 | 37 | 42 | -5  |
| 18º | Independiente Rivadavia | 40  | 38 | 9  | 13 | 16 | 44 | 49 | -5  |
| 19º | Tiro Federal            | 37  | 38 | 8  | 13 | 17 | 37 | 56 | -19 |
| 20º | CAI                     | 34  | 38 | 6  | 16 | 16 | 37 | 57 | -20 |

|  | Campeão e acesso à Primeira Divisão.                     |
|  | Vice-campeão e acesso à Primeira Divisão.                |
|  | Participação da promoção pelo acesso à Primeira Divisão. |

- Fonte: AFA: Programación de Primera B Nacional 'Efectivo Sí 2010/2011' - Posiciones

## Tabela de descenso
| Pos | Equipe                  | 08/09 | 09/10 | 10/11 | Total | PJ  | Promédio |
| --- | ----------------------- | ----- | ----- | ----- | ----- | --- | -------- |
| 1º  | Atlético de Rafaela     | 62    | 63    | 77    | 202   | 114 | 1,771    |
| 2º  | Atlético Tucumán        | 74    | -     | 51    | 125   | 76  | 1,644    |
| 3º  | Belgrano                | 62    | 57    | 59    | 178   | 114 | 1,561    |
| 4º  | Chacarita Juniors       | 72    | -     | 44    | 116   | 76  | 1,526    |
| 5º  | Unión                   | 49    | 53    | 69    | 171   | 114 | 1,500    |
| 6º  | Instituto               | 59    | 60    | 51    | 170   | 114 | 1,491    |
| 7º  | San Martín (SJ)         | 49    | 56    | 64    | 169   | 114 | 1,482    |
| 8º  | Gimnasia y Esgrima (J)  | -     | 54    | 54    | 108   | 76  | 1,421    |
| 9º  | Almirante Brown         | -     | -     | 52    | 52    | 38  | 1,368    |
| 10º | Aldosivi                | 57    | 42    | 52    | 151   | 114 | 1,324    |
| 11º | Boca Unidos             | -     | 48    | 52    | 100   | 76  | 1,315    |
| 11º | Patronato               | -     | -     | 50    | 50    | 38  | 1,315    |
| 11º | Rosario Central         | -     | -     | 50    | 50    | 38  | 1,315    |
| 14º | Ferro Carril Oeste      | 52    | 49    | 47    | 148   | 114 | 1,298    |
| 15º | Deportivo Merlo         | -     | 46    | 51    | 97    | 76  | 1,276    |
| 16º | Defensa y Justicia      | 49    | 52    | 43    | 144   | 114 | 1,263    |
| 17º | San Martín (T)          | -     | 50    | 45    | 95    | 76  | 1,250    |
| 18º | Independiente Rivadavia | 50    | 47    | 40    | 137   | 114 | 1,201    |
| 19º | Tiro Federal            | 50    | 44    | 37    | 131   | 114 | 1,149    |
| 20º | CAI                     | 36    | 43    | 34    | 113   | 114 | 0,991    |

|  | Rebaixado ao Torneo Argentino A depois de jogar uma promoção com Sportivo Desamparados. |
|  | Manteve na divisão após vencer a promoção frente ao Defensores de Belgrano.             |
|  | Rebaixados ao Torneo Argentino A.                                                       |

## Resultados
| Aldosivi           | 0 - 1 | CAI                     |
| Instituto          | 0 - 0 | Boca Unidos             |
| Unión              | 2 - 0 | Deportivo Merlo         |
| Atlético Tucumán   | 2 - 1 | Independiente Rivadavia |
| Defensa y Justicia | 0 - 1 | Atlético de Rafaela     |
| Gimnasia (J)       | 0 - 0 | Ferro Carril Oeste      |
| Patronato          | 2 - 0 | Belgrano                |
| San Martín (SJ)    | 0 - 0 | San Martín (T)          |
| Tiro Federal       | 1 - 1 | Chacarita Juniors       |
| Almirante Brown    | 1 - 0 | Rosario Central         |

| Instituto               | 0 - 0 | Patronato          |
| Atlético de Rafaela     | 1 - 1 | Almirante Brown    |
| Deportivo Merlo         | 2 - 0 | Gimnasia (J)       |
| CAI                     | 2 - 2 | Defensa y Justicia |
| Ferro Carril Oeste      | 3 - 1 | Aldosivi           |
| Rosario Central         | 1 - 1 | San Martín (SJ)    |
| Boca Unidos             | 2 - 0 | Atlético Tucumán   |
| Independiente Rivadavia | 2 - 0 | Tiro Federal       |
| San Martín (T)          | 1 - 0 | Belgrano           |
| Chacarita Juniors       | 1 - 0 | Unión              |

| Almirante Brown    | 1 - 0 | CAI                     |
| Aldosivi           | 1 - 0 | Deportivo Merlo         |
| San Martín (SJ)    | 1 - 0 | Atlético de Rafaela     |
| Belgrano           | 1 - 1 | Rosario Central         |
| Unión              | 1 - 2 | Independiente Rivadavia |
| Defensa y Justicia | 1 - 1 | Ferro Carril Oeste      |
| Patronato          | 0 - 0 | San Martín (T)          |
| Tiro Federal       | 1 - 2 | Boca Unidos             |
| Atlético Tucumán   | 1 - 2 | Instituto               |
| Gimnasia (J)       | 0 - 0 | Chacarita Juniors       |

| Atlético de Rafaela     | 2 - 1 | Belgrano           |
| CAI                     | 0 - 1 | San Martín (SJ)    |
| Deportivo Merlo         | 1 - 0 | Defensa y Justicia |
| Ferro Carril Oeste      | 0 - 0 | Almirante Brown    |
| Instituto               | 1 - 1 | Tiro Federal       |
| Rosario Central         | 0 - 1 | San Martín (T)     |
| Boca Unidos             | 2 - 1 | Unión              |
| Independiente Rivadavia | 0 - 1 | Gimnasia (J)       |
| Atlético Tucumán        | 2 - 0 | Patronato          |
| Chacarita Juniors       | 1 - 1 | Aldosivi           |

| Almirante Brown    | 0 - 1 | Deportivo Merlo         |
| Tiro Federal       | 2 - 4 | Atlético Tucumán        |
| Defensa y Justicia | 3 - 1 | Chacarita Juniors       |
| Aldosivi           | 1 - 1 | Independiente Rivadavia |
| Belgrano           | 0 - 0 | CAI                     |
| Patronato          | 2 - 2 | Rosario Central         |
| Unión              | 1 - 0 | Instituto               |
| Gimnasia (J)       | 1 - 0 | Boca Unidos             |
| San Martín (T)     | 0 - 3 | Atlético de Rafaela     |
| San Martín (SJ)    | 3 - 1 | Ferro Carril Oeste      |

| Chacarita Juniors       | 0 - 1 | Almirante Brown    |
| Atlético de Rafaela     | 0 - 1 | Rosario Central    |
| Deportivo Merlo         | 0 - 3 | San Martín (SJ)    |
| CAI                     | 1 - 0 | San Martín (T)     |
| Ferro Carril Oeste      | 1 - 1 | Belgrano           |
| Tiro Federal            | 1 - 0 | Patronato          |
| Instituto               | 2 - 0 | Gimnasia (J)       |
| Boca Unidos             | 0 - 0 | Aldosivi           |
| Atlético Tucumán        | 0 - 1 | Unión              |
| Independiente Rivadavia | 3 - 1 | Defensa y Justicia |

| San Martín (SJ)    | 0 - 1 | Chacarita Juniors       |
| Aldosivi           | 0 - 0 | Instituto               |
| Belgrano           | 1 - 0 | Deportivo Merlo         |
| Unión              | 3 - 0 | Tiro Federal            |
| Patronato          | 0 - 1 | Atlético de Rafaela     |
| Defensa y Justicia | 1 - 0 | Boca Unidos             |
| San Martín (T)     | 1 - 1 | Ferro Carril Oeste      |
| Gimnasia (J)       | 2 - 1 | Atlético Tucumán        |
| Almirante Brown    | 2 - 2 | Independiente Rivadavia |
| Rosario Central    | 1 - 0 | CAI                     |

| Chacarita Juniors       | 1 - 0 | Belgrano            |
| Unión                   | 0 - 2 | Patronato           |
| Instituto               | 2 - 0 | Defensa y Justicia  |
| Deportivo Merlo         | 1 - 1 | San Martín (T)      |
| CAI                     | 0 - 0 | Atlético de Rafaela |
| Tiro Federal            | 1 - 0 | Gimnasia (J)        |
| Ferro Carril Oeste      | 1 - 0 | Rosario Central     |
| Boca Unidos             | 1 - 1 | Almirante Brown     |
| Atlético Tucumán        | 2 - 1 | Aldosivi            |
| Independiente Rivadavia | 0 - 1 | San Martín (SJ)     |

| San Martín (T)      | 0 - 0 | Chacarita Juniors       |
| Atlético de Rafaela | 3 - 0 | Ferro Carril Oeste      |
| Defensa y Justicia  | 1 - 1 | Atlético Tucumán        |
| Aldosivi            | 1 - 1 | Tiro Federal            |
| Belgrano            | 3 - 0 | Independiente Rivadavia |
| Rosario Central     | 2 - 1 | Deportivo Merlo         |
| Gimnasia (J)        | 0 - 2 | Unión                   |
| Patronato           | 1 - 0 | CAI                     |
| San Martín (SJ)     | 2 - 1 | Boca Unidos             |
| Almirante Brown     | 1 - 1 | Instituto               |

| Chacarita Juniors       | 0 - 2 | Rosario Central     |
| Tiro Federal            | 0 - 0 | Defensa y Justicia  |
| Deportivo Merlo         | 1 - 0 | Atlético de Rafaela |
| Ferro Carril Oeste      | 2 - 2 | CAI                 |
| Unión                   | 0 - 3 | Aldosivi            |
| Boca Unidos             | 3 - 3 | Belgrano            |
| Independiente Rivadavia | 1 - 1 | San Martín (T)      |
| Gimnasia (J)            | 1 - 0 | Patronato           |
| Instituto               | 1 - 0 | San Martín (SJ)     |
| Atlético Tucumán        | 3 - 0 | Almirante Brown     |

| Atlético de Rafaela | 2 - 0 | Chacarita Juniors       |
| CAI                 | 1 - 1 | Deportivo Merlo         |
| Belgrano            | 2 - 2 | Instituto               |
| Defensa y Justicia  | 0 - 1 | Unión                   |
| San Martín (T)      | 1 - 1 | Boca Unidos             |
| Patronato           | 0 - 0 | Ferro Carril Oeste      |
| San Martín (SJ)     | 0 - 1 | Atlético Tucumán        |
| Almirante Brown     | 2 - 0 | Tiro Federal            |
| Aldosivi            | 0 - 0 | Gimnasia (J)            |
| Rosario Central     | 1 - 1 | Independiente Rivadavia |

| Chacarita Juniors       | 0 - 1 | CAI                 |
| Deportivo Merlo         | 2 - 1 | Ferro Carril Oeste  |
| Atlético Tucumán        | 2 - 0 | Belgrano            |
| Instituto               | 2 - 0 | San Martín (T)      |
| Aldosivi                | 4 - 1 | Patronato           |
| Boca Unidos             | 2 - 0 | Rosario Central     |
| Tiro Federal            | 1 - 1 | San Martín (SJ)     |
| Gimnasia (J)            | 0 - 0 | Defensa y Justicia  |
| Independiente Rivadavia | 3 - 1 | Atlético de Rafaela |
| Unión                   | 1 - 0 | Almirante Brown     |

| Ferro Carril Oeste  | 3 - 0 | Chacarita Juniors       |
| Atlético de Rafaela | 3 - 0 | Boca Unidos             |
| Defensa y Justicia  | 0 - 0 | Aldosivi                |
| Belgrano            | 2 - 3 | Tiro Federal            |
| San Martín (T)      | 1 - 1 | Atlético Tucumán        |
| Patronato           | 0 - 1 | Deportivo Merlo         |
| Almirante Brown     | 0 - 0 | Gimnasia (J)            |
| San Martín (SJ)     | 3 - 1 | Unión                   |
| Rosario Central     | 1 - 0 | Instituto               |
| CAI                 | 3 - 3 | Independiente Rivadavia |

| Chacarita Juniors       | 0 - 0 | Deportivo Merlo     |
| Tiro Federal            | 0 - 2 | San Martín (T)      |
| Defensa y Justicia      | 1 - 1 | Patronato           |
| Aldosivi                | 1 - 0 | Almirante Brown     |
| Independiente Rivadavia | 1 - 1 | Ferro Carril Oeste  |
| Unión                   | 0 - 3 | Belgrano            |
| Instituto               | 0 - 0 | Atlético de Rafaela |
| Gimnasia (J)            | 2 - 1 | San Martín (SJ)     |
| Boca Unidos             | 1 - 1 | CAI                 |
| Atlético Tucumán        | 4 - 2 | Rosario Central     |

| Almirante Brown     | 2 - 0 | Defensa y Justicia      |
| Deportivo Merlo     | 3 - 2 | Independiente Rivadavia |
| Ferro Carril Oeste  | 0 - 2 | Boca Unidos             |
| CAI                 | 0 - 1 | Instituto               |
| Belgrano            | 1 - 1 | Gimnasia (J)            |
| Rosario Central     | 1 - 0 | Tiro Federal            |
| San Martín (T)      | 1 - 1 | Unión                   |
| Patronato           | 3 - 1 | Chacarita Juniors       |
| San Martín (SJ)     | 1 - 1 | Aldosivi                |
| Atlético de Rafaela | 0 - 0 | Atlético Tucumán        |

| Instituto               | 1 - 1 | Ferro Carril Oeste  |
| Gimnasia (J)            | 1 - 1 | San Martín (T)      |
| Tiro Federal            | 2 - 4 | Atlético de Rafaela |
| Unión                   | 1 - 1 | Rosario Central     |
| Defensa y Justicia      | 2 - 0 | San Martín (SJ)     |
| Aldosivi                | 2 - 1 | Belgrano            |
| Atlético Tucumán        | 4 - 1 | CAI                 |
| Boca Unidos             | 1 - 0 | Deportivo Merlo     |
| Independiente Rivadavia | 0 - 2 | Chacarita Juniors   |
| Almirante Brown         | 1 - 2 | Patronato           |

| Atlético de Rafaela | 1 - 2 | Unión                   |
| CAI                 | 1 - 2 | Tiro Federal            |
| Belgrano            | 2 - 0 | Defensa y Justicia      |
| Rosario Central     | 0 - 1 | Gimnasia (J)            |
| San Martín (T)      | 2 - 0 | Aldosivi                |
| Patronato           | 2 - 2 | Independiente Rivadavia |
| Deportivo Merlo     | 0 - 1 | Instituto               |
| Ferro Carril Oeste  | 2 - 1 | Atlético Tucumán        |
| Chacarita Juniors   | 1 - 1 | Boca Unidos             |
| San Martín (SJ)     | 2 - 1 | Almirante Brown         |

| Gimnasia (J)       | 2 - 2 | Atlético de Rafaela     |
| Unión              | 2 - 1 | CAI                     |
| Defensa y Justicia | 0 - 0 | San Martín (T)          |
| Tiro Federal       | 4 - 1 | Ferro Carril Oeste      |
| Instituto          | 0 - 0 | Chacarita Juniors       |
| Aldosivi           | 0 - 5 | Rosario Central         |
| Almirante Brown    | 1 - 2 | Belgrano                |
| Boca Unidos        | 1 - 0 | Independiente Rivadavia |
| San Martín (SJ)    | 4 - 0 | Patronato               |
| Atlético Tucumán   | 2 - 1 | Deportivo Merlo         |

| Ferro Carril Oeste      | 0 - 2 | Unión              |
| Atlético de Rafaela     | 2 - 0 | Aldosivi           |
| Belgrano                | 1 - 1 | San Martín (SJ)    |
| Deportivo Merlo         | 0 - 0 | Tiro Federal       |
| Chacarita Juniors       | 1 - 0 | Atlético Tucumán   |
| Rosario Central         | 0 - 0 | Defensa y Justicia |
| CAI                     | 1 - 0 | Gimnasia (J)       |
| San Martín (T)          | 1 - 0 | Almirante Brown    |
| Patronato               | 3 - 1 | Boca Unidos        |
| Independiente Rivadavia | 1 - 1 | Instituto          |

| Ferro Carril Oeste      | 1 - 0 | Gimnasia (J)       |
| Atlético de Rafaela     | 2 - 0 | Defensa y Justicia |
| Rosario Central         | 0 - 1 | Almirante Brown    |
| Independiente Rivadavia | 1 - 1 | Atlético Tucumán   |
| CAI                     | 2 - 2 | Aldosivi           |
| Deportivo Merlo         | 1 - 1 | Unión              |
| Chacarita Juniors       | 0 - 0 | Tiro Federal       |
| Belgrano                | 2 - 1 | Patronato          |
| San Martín (T)          | 2 - 1 | San Martín (SJ)    |
| Boca Unidos             | 1 - 3 | Instituto          |

| Belgrano           | 4 - 0 | San Martín (T)          |
| Gimnasia (J)       | 0 - 0 | Deportivo Merlo         |
| Tiro Federal       | 1 - 2 | Independiente Rivadavia |
| Defensa y Justicia | 2 - 1 | CAI                     |
| San Martín (SJ)    | 3 - 0 | Rosario Central         |
| Almirante Brown    | 0 - 1 | Atlético de Rafaela     |
| Aldosivi           | 5 - 1 | Ferro Carril Oeste      |
| Atlético Tucumán   | 1 - 1 | Boca Unidos             |
| Patronato          | 0 - 0 | Instituto               |
| Unión              | 2 - 0 | Chacarita Juniors       |

| Atlético de Rafaela     | 4 - 1 | San Martín (SJ)    |
| CAI                     | 0 - 0 | Almirante Brown    |
| Deportivo Merlo         | 0 - 2 | Aldosivi           |
| Chacarita Juniors       | 0 - 0 | Gimnasia (J)       |
| Rosario Central         | 2 - 1 | Belgrano           |
| Ferro Carril Oeste      | 0 - 0 | Defensa y Justicia |
| San Martín (T)          | 1 - 2 | Patronato          |
| Boca Unidos             | 1 - 0 | Tiro Federal       |
| Independiente Rivadavia | 1 - 2 | Unión              |
| Instituto               | 0 - 1 | Atlético Tucumán   |

| Almirante Brown    | 1 - 1 | Ferro Carril Oeste      |
| Gimnasia (J)       | 1 - 0 | Independiente Rivadavia |
| Defensa y Justicia | 0 - 2 | Deportivo Merlo         |
| Belgrano           | 0 - 0 | Atlético de Rafaela     |
| Aldosivi           | 2 - 0 | Chacarita Juniors       |
| Tiro Federal       | 0 - 0 | Instituto               |
| San Martín (SJ)    | 2 - 2 | CAI                     |
| Patronato          | 2 - 1 | Atlético Tucumán        |
| Unión              | 3 - 0 | Boca Unidos             |
| San Martín (T)     | 2 - 1 | Rosario Central         |

| Independiente Rivadavia | 2 - 3 | Aldosivi           |
| CAI                     | 1 - 1 | Belgrano           |
| Ferro Carril Oeste      | 1 - 0 | San Martín (SJ)    |
| Deportivo Merlo         | 0 - 2 | Almirante Brown    |
| Chacarita Juniors       | 1 - 0 | Defensa y Justicia |
| Atlético de Rafaela     | 2 - 1 | San Martín (T)     |
| Rosario Central         | 1 - 0 | Patronato          |
| Boca Unidos             | 0 - 0 | Gimnasia (J)       |
| Atlético Tucumán        | 0 - 0 | Tiro Federal       |
| Instituto               | 0 - 1 | Unión              |

| Almirante Brown    | 0 - 1 | Chacarita Juniors       |
| Unión              | 1 - 0 | Atlético Tucumán        |
| Belgrano           | 1 - 1 | Ferro Carril Oeste      |
| Rosario Central    | 0 - 1 | Atlético de Rafaela     |
| Aldosivi           | 2 - 0 | Boca Unidos             |
| Defensa y Justicia | 2 - 2 | Independiente Rivadavia |
| San Martín (SJ)    | 0 - 0 | Deportivo Merlo         |
| San Martín (T)     | 1 - 2 | CAI                     |
| Patronato          | 4 - 1 | Tiro Federal            |
| Gimnasia (J)       | 3 - 3 | Instituto               |

| Chacarita Juniors       | 0 - 1 | San Martín (SJ)    |
| Tiro Federal            | 0 - 2 | Unión              |
| CAI                     | 3 - 1 | Rosario Central    |
| Deportivo Merlo         | 0 - 2 | Belgrano           |
| Atlético de Rafaela     | 1 - 0 | Patronato          |
| Boca Unidos             | 2 - 2 | Defensa y Justicia |
| Ferro Carril Oeste      | 1 - 0 | San Martín (T)     |
| Instituto               | 4 - 0 | Aldosivi           |
| Atlético Tucumán        | 0 - 3 | Gimnasia (J)       |
| Independiente Rivadavia | 1 - 0 | Almirante Brown    |

| Patronato           | 1 - 2 | Unión                   |
| Almirante Brown     | 3 - 1 | Boca Unidos             |
| Defensa y Justicia  | 2 - 0 | Instituto               |
| Aldosivi            | 0 - 3 | Atlético Tucumán        |
| Atlético de Rafaela | 5 - 1 | CAI                     |
| Gimnasia (J)        | 2 - 1 | Tiro Federal            |
| San Martín (T)      | 2 - 0 | Deportivo Merlo         |
| San Martín (SJ)     | 1 - 0 | Independiente Rivadavia |
| Rosario Central     | 3 - 0 | Ferro Carril Oeste      |
| Belgrano            | 1 - 1 | Chacarita Juniors       |

| Atlético Tucumán        | 1 - 0 | Defensa y Justicia  |
| Deportivo Merlo         | 1 - 0 | Rosario Central     |
| CAI                     | 1 - 2 | Patronato           |
| Chacarita Juniors       | 1 - 1 | San Martín (T)      |
| Independiente Rivadavia | 0 - 2 | Belgrano            |
| Tiro Federal            | 3 - 1 | Aldosivi            |
| Ferro Carril Oeste      | 2 - 0 | Atlético de Rafaela |
| Boca Unidos             | 1 - 1 | San Martín (SJ)     |
| Instituto               | 1 - 1 | Almirante Brown     |
| Unión                   | 1 - 2 | Gimnasia (J)        |

| Atlético de Rafaela | 2 - 0 | Deportivo Merlo         |
| Almirante Brown     | 0 - 0 | Atlético Tucumán        |
| Defensa y Justicia  | 5 - 1 | Tiro Federal            |
| CAI                 | 0 - 3 | Ferro Carril Oeste      |
| Belgrano            | 2 - 1 | Boca Unidos             |
| Patronato           | 1 - 0 | Gimnasia (J)            |
| San Martín (SJ)     | 2 - 0 | Instituto               |
| Rosario Central     | 2 - 1 | Chacarita Juniors       |
| San Martín (T)      | 1 - 2 | Independiente Rivadavia |
| Aldosivi            | 0 - 1 | Unión                   |

| Tiro Federal            | 1 - 1 | Almirante Brown     |
| Chacarita Juniors       | 1 - 2 | Atlético de Rafaela |
| Instituto               | 0 - 0 | Belgrano            |
| Deportivo Merlo         | 1 - 1 | CAI                 |
| Ferro Carril Oeste      | 0 - 2 | Patronato           |
| Unión                   | 2 - 3 | Defensa y Justicia  |
| Gimnasia (J)            | 2 - 2 | Aldosivi            |
| Boca Unidos             | 2 - 0 | San Martín (T)      |
| Atlético Tucumán        | 1 - 2 | San Martín (SJ)     |
| Independiente Rivadavia | 0 - 1 | Rosario Central     |

| Ferro Carril Oeste  | 0 - 2 | Deportivo Merlo         |
| Almirante Brown     | 2 - 0 | Unión                   |
| Defensa y Justicia  | 1 - 3 | Gimnasia (J)            |
| CAI                 | 1 - 3 | Chacarita Juniors       |
| San Martín (SJ)     | 0 - 2 | Tiro Federal            |
| Patronato           | 3 - 0 | Aldosivi                |
| Atlético de Rafaela | 2 - 2 | Independiente Rivadavia |
| San Martín (T)      | 2 - 3 | Instituto               |
| Rosario Central     | 1 - 2 | Boca Unidos             |
| Belgrano            | 2 - 0 | Atlético Tucumán        |

| Aldosivi                | 2 - 0 | Defensa y Justicia  |
| Deportivo Merlo         | 1 - 1 | Patronato           |
| Independiente Rivadavia | 0 - 0 | CAI                 |
| Tiro Federal            | 0 - 2 | Belgrano            |
| Unión                   | 1 - 2 | San Martín (SJ)     |
| Instituto               | 3 - 3 | Rosario Central     |
| Chacarita Juniors       | 0 - 3 | Ferro Carril Oeste  |
| Atlético Tucumán        | 1 - 0 | San Martín (T)      |
| Gimnasia (J)            | 2 - 1 | Almirante Brown     |
| Boca Unidos             | 0 - 1 | Atlético de Rafaela |

| Belgrano            | 3 - 2 | Unión                   |
| Patronato           | 0 - 2 | Defensa y Justicia      |
| San Martín (T)      | 2 - 0 | Tiro Federal            |
| CAI                 | 1 - 3 | Boca Unidos             |
| Almirante Brown     | 1 - 0 | Aldosivi                |
| Ferro Carril Oeste  | 1 - 0 | Independiente Rivadavia |
| Deportivo Merlo     | 0 - 0 | Chacarita Juniors       |
| Rosario Central     | 2 - 0 | Atlético Tucumán        |
| Atlético de Rafaela | 4 - 0 | Instituto               |
| San Martín (SJ)     | 2 - 1 | Gimnasia (J)            |

| Unión                   | 2 - 1 | San Martín (T)      |
| Chacarita Juniors       | 1 - 3 | Patronato           |
| Defensa y Justicia      | 0 - 0 | Almirante Brown     |
| Independiente Rivadavia | 0 - 1 | Deportivo Merlo     |
| Aldosivi                | 2 - 0 | San Martín (SJ)     |
| Atlético Tucumán        | 0 - 2 | Atlético de Rafaela |
| Boca Unidos             | 3 - 2 | Ferro Carril Oeste  |
| Gimnasia (J)            | 1 - 1 | Belgrano            |
| Instituto               | 1 - 1 | CAI                 |
| Tiro Federal            | 1 - 2 | Rosario Central     |

| Patronato           | 0 - 1 | Almirante Brown         |
| Deportivo Merlo     | 2 - 2 | Boca Unidos             |
| Chacarita Juniors   | 0 - 0 | Independiente Rivadavia |
| CAI                 | 1 - 1 | Atlético Tucumán        |
| Ferro Carril Oeste  | 1 - 1 | Instituto               |
| Belgrano            | 1 - 0 | Aldosivi                |
| San Martín (T)      | 2 - 1 | Gimnasia (J)            |
| Rosario Central     | 0 - 1 | Unión                   |
| San Martín (SJ)     | 1 - 0 | Defensa y Justicia      |
| Atlético de Rafaela | 1 - 1 | Tiro Federal            |

| Atlético Tucumán        | 0 - 0 | Ferro Carril Oeste  |
| Almirante Brown         | 0 - 0 | San Martín (SJ)     |
| Aldosivi                | 0 - 1 | San Martín (T)      |
| Defensa y Justicia      | 2 - 3 | Belgrano            |
| Independiente Rivadavia | 3 - 0 | Patronato           |
| Unión                   | 0 - 1 | Atlético de Rafaela |
| Gimnasia (J)            | 3 - 3 | Rosario Central     |
| Boca Unidos             | 0 - 0 | Chacarita Juniors   |
| Tiro Federal            | 1 - 1 | CAI                 |
| Instituto               | 1 - 2 | Deportivo Merlo     |

| Belgrano                | 1 - 2 | Almirante Brown    |
| Deportivo Merlo         | 3 - 2 | Atlético Tucumán   |
| Ferro Carril Oeste      | 1 - 3 | Tiro Federal       |
| Chacarita Juniors       | 2 - 0 | Instituto          |
| Independiente Rivadavia | 3 - 1 | Boca Unidos        |
| San Martín (T)          | 0 - 2 | Defensa y Justicia |
| Atlético de Rafaela     | 6 - 0 | Gimnasia (J)       |
| CAI                     | 1 - 2 | Unión              |
| Patronato               | 0 - 2 | San Martín (SJ)    |
| Rosario Central         | 0 - 2 | Aldosivi           |

| Atlético Tucumán   | 0 - 1 | Chacarita Juniors       |
| Gimnasia (J)       | 4 - 2 | CAI                     |
| Instituto          | 1 - 0 | Independiente Rivadavia |
| Unión              | 1 - 0 | Ferro Carril Oeste      |
| San Martín (SJ)    | 0 - 0 | Belgrano                |
| Tiro Federal       | 1 - 1 | Deportivo Merlo         |
| Defensa y Justicia | 2 - 1 | Rosario Central         |
| Almirante Brown    | 1 - 0 | San Martín (T)          |
| Aldosivi           | 3 - 2 | Atlético de Rafaela     |
| Boca Unidos        | 1 - 0 | Patronato               |

## Artilheiros
| # | Nac.      | Jogador         | Equipe              | Gols |
| - | --------- | --------------- | ------------------- | ---- |
| 1 |           | César Carignano | Atlético de Rafaela | 21   |
| 2 |           | Cristian Nuñez  | Boca Unidos         | 16   |
| 2 |           | Sebastián Penco | San Martín (SJ)     | 16   |
| 4 | Argentina | César Pereyra   | Belgrano            | 14   |
| 4 |           | Diego Jara      | Patronato           | 14   |
| 4 |           | Matías Gigli    | Aldosivi            | 14   |
| 4 |           | Matías Quiroga  | Unión               | 14   |

## Promoções

### Promoção Primeira Divisão - Primera B Nacional
| Belgrano                                                 | 2 - 0 | River Plate | Gigante de Alberdi | 22 de junho | 21:00 |
| River Plate                                              | 1 - 1 | Belgrano    | Monumental         | 26 de junho | 15:00 |
| Belgrano subiu à divisão principal com o agregado de 3-1 |       |             |                    |             |       |

| San Martín (SJ)                                                 | 1 - 0 | Gimnasia y Esgrima (LP) | Ingeniero Hilario Sánchez | 26 de junho | 19:10 |
| Gimnasia y Esgrima (LP)                                         | 1 - 1 | San Martín (SJ)         | Del Bosque                | 30 de junho | 15:00 |
| San Martín (SJ) subiu à Primeira Divisão com um agregado de 2-1 |       |                         |                           |             |       |

### Promoção Primera B Nacional - Primera B Metropolitana
| Defensores de Belgrano                                                                                   | 0 - 0 | Independiente Rivadavia | Juan Pasquale       | 22 de junho | 18:00 |
| Independiente Rivadavia                                                                                  | 2 - 2 | Defensores de Belgrano  | Bautista Gargantini | 26 de junho | 17:05 |
| Independiente Rivadavia permaneceu na Primera B Nacional com um agregado de 2-2, por vantagem desportiva |       |                         |                     |             |       |

### Promoção Primera B Nacional - Torneo Argentino A
| Desamparados                                                   | 1 - 0 | San Martín (T) | El Serpentario | 22 de junho de 2011 | 15:30 |
| San Martín (T)                                                 | 1 - 1 | Desamparados   | La Ciudadela   | 26 de junho de 2011 | 21:15 |
| Desamparados subiu à Primera B Nacional com um agregado de 2-1 |       |                |                |                     |       |